# Дарджи, Уильям
Сэр Уильям Александр Дарджи (англ. William Dargie; 4 июня 1912 — 26 июля 2003) — австралийский художник-портретист. Ему принадлежит рекорд по количеству полученных премий Арчибальда — восемь. Был официальным австралийским художником-баталистом во время Второй мировой войны.

## Биография
Уильям Дарджи родился в Футскрее, штат Виктория, первый сын Эндрю Дарджи и Аделаиды (урождённая Саржент). Его младший брат Хорри Дарджи впоследствии стал известным австралийским музыкантом.
В молодости Уильям Джарджи встретил известных австралийских художников, таких как Артур Стритон и Том Робертс, которые оказали влияние на его развитие как художника. Во время Второй мировой войны Джарджи служил в австралийской армии на Ближнем Востоке, в Новой Гвинее, Индии и Бирме. Уильям копал траншею в Тобруке, в Ливии, когда ему сообщили, что он выиграл премию Арчибальда в 1942 году. Более 500 его картин, рисунков и эскизов включены в коллекцию Австралийского военного мемориала, Канберра.
В декабре 1954 года по заказу Мельбурнского промышленника Джеймса П. Бевериджа нарисовал официальный портрет королевы Елизаветы, которая позировала ему в Букингемском дворце. Это был первый из двух портретов которые создал Джарджи. Второй, точная копия первого, был написан на случай, если оригинал будет утрачен на пути в Австралию. Оригинал висит в здании парламента Австралии, копия входит в экспозицию Национального музея Австралии. Портрет был хорошо принят австралийской общественностью и стал одним из самых узнаваемых и известных примеров австралийской портретной живописи ХХ-го века. Вскоре были отпечатаны цветные копии, получившие статус официального портрета Елизаветы II. Для многих послевоенных иммигрантов с этого портрета начиналось знакомство с австралийским искусством, так как начиная с середины 1950-х годов картина изображена на материалах предоставляемых иммигрантам. В соответствии с положениями Конвенции 1954 года о получении австралийского гражданства церемония натурализации проходит в здании местной администрации, где висит копия портрета королевы.
В 1956 году Дарджи написал портрет принца Филиппа герцога Эдинбургского. Позже стал автором официальных портретов двух австралийских премьер-министров: сэра Артура Фаддена и сэра Джона Макьюэна. Другие известные австралийцы, портреты которых написал Дарджи: сэр Чарльз Кингсфорд Смит, Маргарет Корт, генерал Джон Бейкер, начальник Сил обороны Австралии. В то же время когда появляются самые известные портреты, Дарджи также рисовал пейзажи и натюрморты.
Занимал должности в нескольких галереях, в течение двадцати лет работал в консультативном совете Содружества искусств. В период между 1946 и 1953 годами был главой художественной школы при Национальной галерее Виктории.
Уильям Дарджи скончался в возрасте 91 год, в субботу 26 июля 2003 года, через два месяца после смерти жены Кэтллин (урождённая Хаулит).

## Награды
В 1960 году стал офицером Ордена Британской империи, в 1969 произведен в командоры, в 1970 году стал рыцарем ордена.
Сэр Уильям Дарджи был одним из многих известных австралийцев, получивших медаль Столетия в 2001 году.

## Премия Арчибальда
Дарджи выиграл премию Арчибальда за следующие работы:
- 1941 — Сэр Джеймс Элдер (Image)
- 1942 — капрал Джим Гордон (Image)
- 1945 — Генерал-лейтенант Эдмунд Хэрринг (Image)
- 1946 — Л. С. Робсон (Image)
- 1947 — Сэр Маркус Кларк (Image)
- 1950 — Сэр Лесли МакКоннан (Image)
- 1952 — Эссингтон Льюис (Image)
- 1956 — Альберт Наматжира (Image)